# ジョン・フィンチ (外交官)

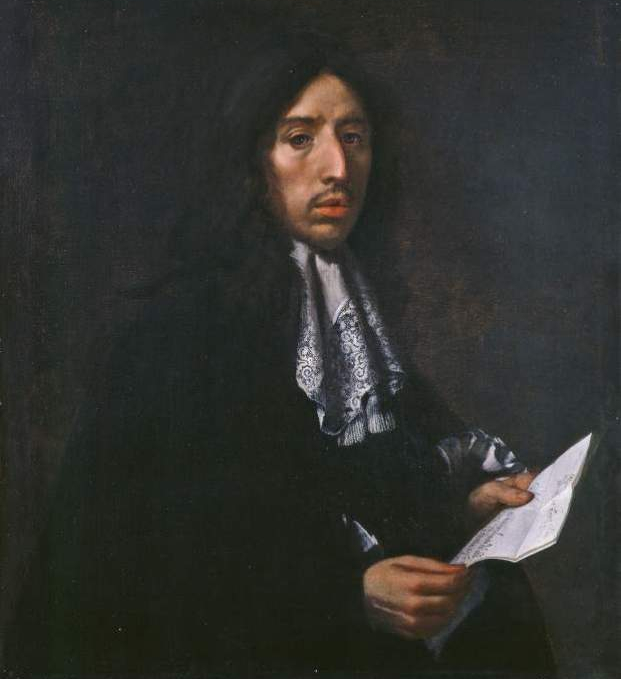
ジョン・フィンチ卿を描いたカルロ・ドルチによる絵画、フィッツウイリアム美術館に所蔵

ジョン・フィンチ卿（Sir John Finch、1626年 - 1682年）は、在オスマン帝国イングランド大使（在任：1672年 - 1681年）を務めた外交官。

## 経歴
バーリー・オン・ザ・ヒル（Burley-on-the-Hill）のフィンチ家の一員だったジョン・フィンチは、ノッティンガム伯爵だったヘネージ・フィンチの弟であり、二人の異母姉はラグリー・ホール（Ragley Hall）の哲学者のアン・コンウェイ（Anne Conway）であった。アンとジョン・フィンチはヘンリー・モア（Henry More）の教え子で、イートン校を卒業の後、ケンブリッジのクライスツ・カレッジでモアと共に学んだジョン・フィンチは、そこで生涯の伴侶となるトマス・ベインズ（Thomas Baines）と邂逅する。卒業後イタリアへのグランドツアーから帰ると、1656年にパドヴァ大学で医学を学んだ後、フィンチとベインズは1660年に教師としてクライスツ・カレッジに戻り、王立協会のフェローになった。1665年から1670年にかけては、フィンチがフィレンツェの在トスカーナ大公国イングランド大使（Diplomats of the United Kingdom to the Grand Duchy of Tuscany）として再びイタリア（トスカーナ）に赴いた。1672年11月7日には、国王チャールズ2世の教育係として選出された。続いて第3代ウィンチェルシー伯爵である叔父のヘニッジ・フィンチと従兄弟のダニエル・ハーヴェイの後を継いで、コンスタンティノープルのオスマン帝国の大使となり、1674年3月18日に着任した。フィンチは強力な大使ではなかったようで、大宰相アフメット・キョプリュリュとカラ・ムスタファ・パシャに常に出し抜かれていた。フィンチの在任期間中のイングランド人居住者には、牧師ジョン・コーヴェル、商人ダドリー・ノース、フィンチのスミルナ領事ポール・リコー（Paul Rycaut）などがおり、彼らの手紙や回想録はフィンチの在任中の外交官としての今日の姿に影響を与えている。フィンチとベインズは、スコットランドの詩人デヴィッド・キンロック（David Kinloch）の詩「Baines His Dissection」でさらに記憶されている。1681年11月、トルコを去った。
ジョン・フィンチは1682年にフィレンツェで胸膜炎で亡くなり、クライスツ・カレッジに埋葬され、コンスタンティノープルで亡くなったベインズは精巧な記念碑で飾り立てられた。フィレンツェの芸術家カルロ・ドルチによる二人の肖像画は、ケンブリッジのフィッツウイリアム美術館にある。